# Súper Rugby 2017
El Super Rugby 2017 fue la temporada número 22 del Super Rugby en la cual participaron 18 equipos, 6 equipos de Sudáfrica (Bulls, Cheetahs, Kings, Lions, Sharks y Stormers) 5 equipos de Nueva Zelanda (Blues, Chiefs, Crusaders, Highlanders y Hurricanes campeón 2016), 5 equipos de Australia (Brumbies, Force, Rebels, Reds y Waratahs), 1 de Argentina (Jaguares), y 1 de Japón (Sunwolves).
Por motivos de patrocinio, esta competición se conoció como «Asteron Life Super Rugby» en Australia, «Investec Super Rugby» en Nueva Zelanda, «Vodacom Super Rugby» en Sudáfrica y «Personal Super Rugby» en Argentina.

## Equipos participantes
| Australia         | Brumbies    | Canberra         | Canberra Stadium        | 25,011 | 1996 (Super 12) |
| Australia         | Force       | Perth            | nib Stadium             | 20,500 | 2006 (Super 14) |
| Australia         | Reds        | Brisbane         | Suncorp Stadium         | 52,500 | 1996 (Super 12) |
| Australia         | Rebels      | Melbourne        | AAMI Park               | 30,050 | 2011            |
| Australia         | Waratahs    | Sídney           | Allianz Stadium         | 45,500 | 1996 (Super 12) |
| Nueva Zelanda     | Blues       | Auckland         | Eden Park               | 50,000 | 1996 (Super 12) |
| Nueva Zelanda     | Chiefs      | Hamilton         | Waikato Stadium         | 25,800 | 1996 (Super 12) |
| Nueva Zelanda     | Crusaders   | Christchurch     | AMI Stadium             | 18,600 | 1996 (Super 12) |
| Nueva Zelanda     | Highlanders | Dunedin          | Forsyth Barr Stadium    | 30,748 | 1996 (Super 12) |
| Nueva Zelanda     | Hurricanes  | Wellington       | Westpac Stadium         | 34,500 | 1996 (Super 12) |
| Grupo Sudafricano |             |                  |                         |        |                 |
| África 1          | Bulls       | Pretoria         | Loftus Versfeld         | 51,762 | 1996 (Super 12) |
| África 1          | Cheetahs    | Bloemfontein     | Free State Stadium      | 48,000 | 2006 (Super 14) |
| África 1          | Stormers    | Cape Town        | Newlands Stadium        | 51,900 | 1996 (Super 12) |
| África 1          | Sunwolves   | Tokio            | Chichibunomiya          | 27,188 | 2016            |
| África 2          | Jaguares    | Buenos Aires     | Estadio José Amalfitani | 49,540 | 2016            |
| África 2          | Kings       | Puerto Elizabeth | Nelson Mandela Bay      | 48,459 | 2013            |
| África 2          | Lions       | Johannesburgo    | Ellis Park Stadium      | 62,567 | 1996 (Super 12) |
| África 2          | Sharks      | Durban           | Kings Park Stadium      | 55,000 | 1996 (Super 12) |

1. ↑  Además utilizará el Estadio Nacional de Singapur.

## Forma de disputa
Fase regular: 
Los 18 equipos se agrupan geográficamente en dos grupos regionales (Sudafricano y de Australasia), cada uno de ellos subdivididos en dos conferencias:
- El Grupo Sudafricano se subdivide en la Conferencia África 1 de tres equipos sudafricanos y uno japonés, y la Conferencia África 2 de tres equipos sudafricanos y uno argentino.

- El Grupo de Australasia se subdivide en una Conferencia Australiana de cinco equipos de ese país, y otra Conferencia Neozelandesa de cinco equipos de ese país.

En la fase de grupos habrá 17 rondas de partidos, donde cada equipo jugara 15 partidos y se jugaran un total de 135 partidos. Debido a la gira de los British and Irish Lions a Nueva Zelanda en junio y julio, las rondas 15 y 16 se dividieron:
La ronda 15 de confederaciones Australianas y Neozelandesas que se jugara el 3 de junio y la siguiente semana será solo de la confederación Neozelandesa, la confederación de Sudáfrica jugara la ronda 15 el 1 de julio, y una semana más tarde se jugará la ronda 16 para los equipos de Australia y Sudáfrica.
Todos los equipos jugarán seis partidos contra equipos de su propia conferencia. En el caso del Grupo Sudafricano, esos partidos serán a doble vuelta (local y visitante), pero en el caso del Grupo de Australasia, cada equipo enfrentará a doble vuelta (local y visitante) a solo dos de los equipos de la misma conferencia, mientras que a los otros dos los enfrentará una sola vez (uno de local y otro de visitante).
Los nueve partidos extraconferencia son todos a una sola vuelta. Cada equipo jugará contra todos los equipos de la otra conferencia del mismo grupo, y contra todos los equipos de una sola conferencia del otro grupo. En el torneo de 2016, los partidos extragrupo serán África 02 versus Conferencia Australiana, y África 01 versus Conferencia Neozelandesa.
El equipo ganador de cada una de las conferencias clasifica automáticamente para los cuartos de final. Los otros cuatro, serán los restantes tres mejores equipos del Grupo de Australasia y el restante mejor equipo del Grupo Sudafricano.
Puntuación
Para ordenar a los equipos en la tabla de posiciones se los puntuará según los resultados obtenidos.
- 4 puntos por victoria.
- 2 puntos por empate.
- 0 puntos por derrota.
- 1 punto bonus por ganar haciendo 3 o más tries que el rival.
- 1 punto bonus por perder por siete o menos puntos de diferencia.

Eliminatorias
Los ganadores de cada grupo se ordenan del 1.° al 4.° para los cuartos de final, según los puntos obtenidos en la fase previa. Los restantes equipos se ordenan del 5.° al 8.° puesto.
En los cuartos de final, los cuatro ganadores de grupo son anfitriones de los partidos, es decir, juegan de local la primera ronda de la fase final. Se enfrentarán con los equipos ubicados del 5.° al 8.° puesto, de tal manera en que el mejor clasificado se enfrente al peor clasificado, y así.
Los ganadores de cuartos de final avanzarán a las semifinales, donde el mayor cabeza de serie es local y enfrenta al de menor posición. El ganador de las semifinales pasa a la final, en la sede del equipo de mayor cabeza de serie.
El equipo ganador de la final se proclama campeón.

## Reglas especiales
El Super Rugby aplica reglas especiales que lo diferencian de las reglas generales del rugby establecidas por la Federación Mundial. Las dos principales son:
- El punto bonus ofensivo se obtiene cuando el equipo vencedor anota tres o más tries que su oponente. Esta regla se diferencia de la sancionada por la IRB (International Rugby Board), que asigna un punto bonus al equipo que anota cuatro tries o más, sin relación alguna con la cantidad anotada por el oponente.
- En caso de penal una vez que ha sonado la sirena de final del tiempo de juego, el equipo favorecido con la sanción tiene la opción de patear al touch y obtener un line out. Esta opción no está permitida en las reglas de la IRB.

## Fase Regular

### Grupo Australasia
Actualizado incluyendo los partidos disputados en la última ronda de la etapa regular (17.ª ronda).
| Pos. | Equipo      | Encuentros | Encuentros | Encuentros | Encuentros | Tantos | Tantos | Tantos | Tantos | Tantos | PB | PB | Puntos |
| Pos. | Equipo      | PJ         | PG         | PE         | PP         | F      | C      | Dif    | Tf     | Tc     | BO | BD | Puntos |
| ---- | ----------- | ---------- | ---------- | ---------- | ---------- | ------ | ------ | ------ | ------ | ------ | -- | -- | ------ |
| 1.º  | Crusaders   | 15         | 14         | 0          | 1          | 544    | 303    | 241    | 77     | 37     | 7  | 0  | 63     |
| 2.º  | Brumbies    | 15         | 6          | 0          | 9          | 315    | 279    | 34     | 40     | 29     | 3  | 7  | 34     |
| 3.°  | Hurricanes  | 15         | 12         | 0          | 3          | 596    | 272    | 324    | 89     | 31     | 9  | 1  | 58     |
| 4.°  | Chiefs      | 15         | 12         | 1          | 2          | 433    | 292    | 141    | 52     | 29     | 6  | 1  | 57     |
| 5.º  | Highlanders | 15         | 11         | 0          | 4          | 488    | 308    | 180    | 62     | 40     | 5  | 2  | 51     |
| 6.º  | Blues       | 15         | 7          | 1          | 7          | 425    | 391    | 34     | 55     | 50     | 4  | 3  | 37     |
| 7.°  | Force       | 15         | 6          | 0          | 9          | 313    | 404    | -91    | 36     | 55     | 1  | 1  | 26     |
| 8.º  | Reds        | 15         | 4          | 0          | 11         | 321    | 479    | -158   | 46     | 61     | 1  | 4  | 21     |
| 9.°  | Waratahs    | 15         | 4          | 0          | 11         | 396    | 522    | -126   | 52     | 68     | 1  | 2  | 19     |
| 10.º | Rebels      | 15         | 1          | 1          | 13         | 236    | 569    | -333   | 23     | 79     | 0  | 3  | 9      |

| Pos. | Equipo   | Encuentros | Encuentros | Encuentros | Encuentros | Dif  | PB | Pts |
| Pos. | Equipo   | PJ         | PG         | PE         | PP         | Dif  | PB | Pts |
| ---- | -------- | ---------- | ---------- | ---------- | ---------- | ---- | -- | --- |
| 1.°  | Brumbies | 15         | 6          | 0          | 9          | 36   | 10 | 34  |
| 2.°  | Force    | 15         | 6          | 0          | 9          | -91  | 2  | 26  |
| 3.°  | Reds     | 15         | 4          | 0          | 11         | -158 | 5  | 21  |
| 4.°  | Waratahs | 15         | 4          | 0          | 11         | -126 | 3  | 19  |
| 5.°  | Rebels   | 15         | 1          | 1          | 13         | -333 | 1  | 9   |

| Pos. | Equipo      | Encuentros | Encuentros | Encuentros | Encuentros | Dif | PB | Pts |
| Pos. | Equipo      | PJ         | PG         | PE         | PP         | Dif | PB | Pts |
| ---- | ----------- | ---------- | ---------- | ---------- | ---------- | --- | -- | --- |
| 1.º  | Crusaders   | 15         | 14         | 0          | 1          | 241 | 7  | 63  |
| 2.°  | Hurricanes  | 15         | 12         | 0          | 3          | 324 | 10 | 58  |
| 3.°  | Chiefs      | 15         | 12         | 1          | 2          | 141 | 7  | 57  |
| 4.º  | Highlanders | 15         | 11         | 0          | 4          | 180 | 7  | 51  |
| 5.º  | Blues       | 15         | 7          | 1          | 7          | 34  | 7  | 37  |

|  | Ganadores de conferencia y clasificados a la siguiente fase. |
|  | Clasificados a la siguiente fase.                            |

### Grupo Sudafricano
Actualizado incluyendo los partidos disputados en la última ronda de la etapa regular (17.ª ronda).
| Pos. | Equipo    | Encuentros | Encuentros | Encuentros | Encuentros | Tantos | Tantos | Tantos | Tantos | Tantos | PB | PB | Puntos |
| Pos. | Equipo    | PJ         | PG         | PE         | PP         | F      | C      | Dif    | Tf     | Tc     | BO | BD | Puntos |
| ---- | --------- | ---------- | ---------- | ---------- | ---------- | ------ | ------ | ------ | ------ | ------ | -- | -- | ------ |
| 1.°  | Lions     | 15         | 14         | 0          | 1          | 590    | 268    | 322    | 81     | 27     | 9  | 0  | 65     |
| 2.º  | Stormers  | 15         | 10         | 0          | 5          | 490    | 436    | 54     | 64     | 61     | 3  | 0  | 43     |
| 3.º  | Sharks    | 15         | 9          | 1          | 5          | 392    | 323    | 69     | 38     | 37     | 1  | 3  | 42     |
| 4.º  | Jaguares  | 15         | 7          | 0          | 8          | 404    | 386    | 18     | 49     | 45     | 1  | 4  | 33     |
| 5.º  | Kings     | 15         | 6          | 0          | 9          | 391    | 470    | -79    | 49     | 60     | 1  | 3  | 28     |
| 6.º  | Cheetahs  | 15         | 4          | 0          | 11         | 395    | 551    | -156   | 47     | 75     | 1  | 4  | 21     |
| 7.°  | Bulls     | 15         | 4          | 0          | 11         | 339    | 459    | -120   | 39     | 59     | 0  | 4  | 20     |
| 8.º  | Sunwolves | 15         | 2          | 0          | 13         | 315    | 671    | -356   | 41     | 96     | 1  | 3  | 12     |

| Grupo África 1 | Grupo África 1 | Grupo África 1 | Grupo África 1 | Grupo África 1 | Grupo África 1 | Grupo África 1 | Grupo África 1 | Grupo África 1 |
| Pos.           | Equipo         | Encuentros     | Encuentros     | Encuentros     | Encuentros     | Dif            | BP             | Pts            |
| Pos.           | Equipo         | PJ             | PG             | PE             | PP             | Dif            | BP             | Pts            |
| -------------- | -------------- | -------------- | -------------- | -------------- | -------------- | -------------- | -------------- | -------------- |
| 1.º            | Stormers       | 15             | 10             | 0              | 5              | 54             | 3              | 43             |
| 2.º            | Cheetahs       | 15             | 4              | 0              | 11             | -156           | 5              | 21             |
| 3.°            | Bulls          | 15             | 4              | 0              | 11             | -120           | 4              | 20             |
| 4.°            | Sunwolves      | 15             | 2              | 0              | 13             | -356           | 4              | 12             |

| Grupo África 2 | Grupo África 2 | Grupo África 2 | Grupo África 2 | Grupo África 2 | Grupo África 2 | Grupo África 2 | Grupo África 2 | Grupo África 2 |
| Pos.           | Equipo         | Encuentros     | Encuentros     | Encuentros     | Encuentros     | Dif            | BP             | Pts            |
| Pos.           | Equipo         | PJ             | PG             | PE             | PP             | Dif            | BP             | Pts            |
| -------------- | -------------- | -------------- | -------------- | -------------- | -------------- | -------------- | -------------- | -------------- |
| 1.°            | Lions          | 15             | 14             | 0              | 1              | 322            | 9              | 65             |
| 2.°            | Sharks         | 15             | 9              | 1              | 5              | 69             | 4              | 42             |
| 3.°            | Jaguares       | 15             | 7              | 0              | 8              | 18             | 5              | 33             |
| 4.°            | Kings          | 15             | 6              | 0              | 9              | -79            | 4              | 28             |

|  | Ganadores de conferencia y clasificados a la siguiente fase. |
|  | Clasificados a la siguiente fase.                            |

### Tabla general
Actualizado incluyendo los partidos disputados en la última ronda de la etapa regular (17.ª ronda).
| Pos. | Equipo      | Encuentros | Encuentros | Encuentros | Encuentros | Tantos | Tantos | Tantos | Tantos | Tantos | PB | PB | Puntos |
| Pos. | Equipo      | PJ         | PG         | PE         | PP         | F      | C      | Dif    | Tf     | Tc     | BO | BD | Puntos |
| ---- | ----------- | ---------- | ---------- | ---------- | ---------- | ------ | ------ | ------ | ------ | ------ | -- | -- | ------ |
| 1.º  | Lions       | 15         | 14         | 0          | 1          | 544    | 303    | 241    | 77     | 37     | 7  | 0  | 65     |
| 2.°  | Crusaders   | 15         | 14         | 0          | 1          | 590    | 268    | 322    | 81     | 27     | 9  | 0  | 63     |
| 3.º  | Stormers    | 15         | 10         | 0          | 5          | 490    | 436    | 54     | 64     | 61     | 3  | 0  | 43     |
| 4.º  | Brumbies    | 15         | 6          | 0          | 9          | 315    | 279    | 34     | 40     | 29     | 3  | 7  | 34     |
| 5.°  | Hurricanes  | 15         | 12         | 0          | 3          | 596    | 272    | 324    | 89     | 31     | 9  | 1  | 58     |
| 6.°  | Chiefs      | 15         | 12         | 1          | 2          | 433    | 292    | 141    | 52     | 29     | 6  | 1  | 57     |
| 7.º  | Highlanders | 15         | 11         | 0          | 4          | 488    | 308    | 180    | 62     | 40     | 5  | 2  | 51     |
| 8.º  | Sharks      | 15         | 9          | 1          | 5          | 392    | 323    | 69     | 38     | 37     | 1  | 3  | 42     |
| 9.º  | Blues       | 15         | 7          | 1          | 7          | 425    | 391    | 34     | 55     | 50     | 4  | 3  | 37     |
| 10.º | Jaguares    | 15         | 7          | 0          | 8          | 404    | 386    | 18     | 49     | 45     | 1  | 4  | 33     |
| 11.º | Kings       | 15         | 6          | 0          | 9          | 391    | 470    | -79    | 49     | 60     | 1  | 3  | 28     |
| 12.° | Force       | 15         | 6          | 0          | 9          | 313    | 404    | -91    | 36     | 55     | 1  | 1  | 26     |
| 13.º | Cheetahs    | 15         | 4          | 0          | 11         | 395    | 551    | -156   | 47     | 75     | 1  | 4  | 21     |
| 14.º | Reds        | 15         | 4          | 0          | 11         | 321    | 479    | -158   | 46     | 61     | 1  | 4  | 21     |
| 15.° | Bulls       | 15         | 4          | 0          | 11         | 339    | 459    | -120   | 39     | 59     | 0  | 4  | 20     |
| 16.° | Waratahs    | 15         | 4          | 0          | 11         | 396    | 522    | -126   | 52     | 68     | 1  | 2  | 19     |
| 17.º | Sunwolves   | 15         | 2          | 0          | 13         | 315    | 671    | -356   | 41     | 96     | 1  | 3  | 12     |
| 18.º | Rebels      | 15         | 1          | 1          | 13         | 236    | 569    | -333   | 23     | 79     | 0  | 3  | 9      |

|  | Ganadores de conferencia y clasificados a la siguiente fase. |
|  | Clasificados a la siguiente fase.                            |

## Partidos
| La hora está expresada uniformemente según el UTC-0. Para poder establecer el horario en cada lugar se debe recurrir al huso horario en que esté ubicado, sumándole o restándole según corresponda. |

| Ronda 1     | Ronda 1 | Ronda 1   | Ronda 1 | Ronda 1    | Ronda 1                               | Ronda 1       | Ronda 1 |
| Local       | PB      | Resultado | PB      | Visitante  | Estadio                               | Fecha         | Hora    |
| ----------- | ------- | --------- | ------- | ---------- | ------------------------------------- | ------------- | ------- |
| Rebels      |         | 18 - 56   | BO      | Blues      | AAMI Park (Melbourne)                 | 23 de febrero | 08:45   |
| Highlanders |         | 15 - 24   | BO      | Chiefs     | Estadio Forsyth Barr (Dunedin)        | 24 de febrero | 06:35   |
| Reds        |         | 28 - 26   | BD      | Sharks     | Estadio Suncorp (Brisbane)            | 24 de febrero | 09:00   |
| Sunwolves   |         | 17 - 83   | BO      | Hurricanes | Chichibunomiya (Tokio)                | 25 de febrero | 04:15   |
| Crusaders   |         | 17 - 13   | BD      | Brumbies   | Estadio AMI (Christchurch)            | 25 de febrero | 06:35   |
| Waratahs    |         | 19 - 13   | BD      | Force      | Allianz Stadium (Sydney)              | 25 de febrero | 08:45   |
| Cheetahs    | BD      | 25 - 28   |         | Lions      | Estadio Free State (Bloemfontein)     | 25 de febrero | 13:05   |
| Kings       |         | 26 - 39   |         | Jaguares   | Nelson Mandela Bay (Puerto Elizabeth) | 25 de febrero | 15:15   |
| Stormers    |         | 37 - 24   |         | Bulls      | Estadio Newlands (Ciudad del Cabo)    | 25 de febrero | 17:30   |

| Ronda 2     | Ronda 2 | Ronda 2   | Ronda 2 | Ronda 2   | Ronda 2                                 | Ronda 2    | Ronda 2 |
| Local       | PB      | Resultado | PB      | Visitante | Estadio                                 | Fecha      | Hora    |
| ----------- | ------- | --------- | ------- | --------- | --------------------------------------- | ---------- | ------- |
| Force       |         | 26 - 19   | BD      | Reds      | nib Stadium (Perth)                     | 2 de marzo | 10:30   |
| Chiefs      | BO      | 41 - 26   |         | Blues     | Estadio Waikato (Hamilton)              | 3 de marzo | 06:35   |
| Hurricanes  | BO      | 71 - 6    |         | Rebels    | Estadio Westpac (Wellington)            | 4 de marzo | 04:15   |
| Highlanders | BD      | 27 - 30   |         | Crusaders | Estadio Forsyth Barr (Dunedin)          | 4 de marzo | 06:35   |
| Brumbies    | BD      | 22 - 27   |         | Sharks    | Estadio Canberra (Canberra)             | 4 de marzo | 08:45   |
| Sunwolves   |         | 23 - 37   |         | Kings     | Estadio Nacional de Singapur (Singapur) | 4 de marzo | 10:55   |
| Lions       | BO      | 55 - 36   |         | Waratahs  | Estadio Ellis Park (Johannesburgo)      | 4 de marzo | 13:05   |
| Stormers    |         | 32 - 25   | BD      | Jaguares  | Estadio Newlands (Ciudad del Cabo)      | 4 de marzo | 15:15   |
| Cheetahs    |         | 34 - 28   | BD      | Bulls     | Estadio Free State (Bloemfontein)       | 4 de marzo | 17:30   |

| Ronda 3                   | Ronda 3 | Ronda 3   | Ronda 3 | Ronda 3     | Ronda 3                                | Ronda 3     | Ronda 3 |
| Local                     | PB      | Resultado | PB      | Visitante   | Estadio                                | Fecha       | Hora    |
| ------------------------- | ------- | --------- | ------- | ----------- | -------------------------------------- | ----------- | ------- |
| Chiefs                    |         | 26 - 18   |         | Hurricanes  | Estadio Waikato (Hamilton)             | 10 de marzo | 06:35   |
| Brumbies                  |         | 25 - 17   |         | Force       | Estadio Canberra (Canberra)            | 10 de marzo | 08:45   |
| Blues                     | BD      | 12 - 16   |         | Highlanders | Eden Park (Auckland)                   | 11 de marzo | 06:35   |
| Reds                      | BD      | 20 - 22   |         | Crusaders   | Estadio Suncorp (Brisbane)             | 11 de marzo | 08:45   |
| Kings                     |         | 10 - 41   | BO      | Stormers    | Nelson Mandela Bay (Puerto Elizabeth)  | 11 de marzo | 13:05   |
| Cheetahs                  |         | 38 - 31   | BD      | Sunwolves   | Estadio Free State (Bloemfontein)      | 11 de marzo | 15:15   |
| Sharks                    |         | 37 - 14   |         | Waratahs    | Estadio Kings Park (Durban)            | 11 de marzo | 17:30   |
| Jaguares                  |         | 36 - 24   |         | Lions       | Estadio José Amalfitani (Buenos Aires) | 11 de marzo | 19:40   |
| Descansan: Bulls y Rebels |         |           |         |             |                                        |             |         |

| Ronda 4                     | Ronda 4 | Ronda 4   | Ronda 4 | Ronda 4     | Ronda 4                                | Ronda 4     | Ronda 4 |
| Local                       | PB      | Resultado | PB      | Visitante   | Estadio                                | Fecha       | Hora    |
| --------------------------- | ------- | --------- | ------- | ----------- | -------------------------------------- | ----------- | ------- |
| Crusaders                   |         | 33 - 24   |         | Blues       | Estadio AMI (Christchurch)             | 17 de marzo | 06:35   |
| Rebels                      |         | 14 - 27   | BO      | Chiefs      | AAMI Park (Melbourne)                  | 17 de marzo | 08:45   |
| Bulls                       |         | 34 - 21   |         | Sunwolves   | Estadio Loftus Versfeld (Pretoria)     | 17 de marzo | 17:00   |
| Hurricanes                  | BO      | 41 - 15   |         | Highlanders | Estadio Westpac (Wellington)           | 18 de marzo | 06:35   |
| Waratahs                    |         | 12 - 28   |         | Brumbies    | Allianz Stadium (Sydney)               | 18 de marzo | 08:45   |
| Lions                       | BO      | 44 - 14   |         | Reds        | Estadio Ellis Park (Johannesburgo)     | 18 de marzo | 15:15   |
| Sharks                      |         | 19 - 17   | BD      | Kings       | Estadio Kings Park (Durban)            | 18 de marzo | 17:30   |
| Jaguares                    | BO      | 41 - 14   |         | Cheetahs    | Estadio José Amalfitani (Buenos Aires) | 18 de marzo | 19:40   |
| Descansan: Force y Stormers |         |           |         |             |                                        |             |         |

| Ronda 5                        | Ronda 5 | Ronda 5   | Ronda 5 | Ronda 5     | Ronda 5                                 | Ronda 5     | Ronda 5 |
| Local                          | PB      | Resultado | PB      | Visitante   | Estadio                                 | Fecha       | Hora    |
| ------------------------------ | ------- | --------- | ------- | ----------- | --------------------------------------- | ----------- | ------- |
| Crusaders                      | BO      | 45 - 17   |         | Force       | Estadio AMI (Christchurch)              | 24 de marzo | 06:35   |
| Rebels                         | BD      | 25 - 32   |         | Waratahs    | AAMI Park (Melbourne)                   | 24 de marzo | 08:45   |
| Blues                          | BO      | 38 - 14   |         | Bulls       | Estadio QBE (Auckland)                  | 25 de marzo | 06:35   |
| Brumbies                       | BD      | 13 - 18   |         | Highlanders | Estadio Canberra (Canberra)             | 25 de marzo | 08:45   |
| Sunwolves                      |         | 31 - 44   |         | Stormers    | Estadio Nacional de Singapur (Singapur) | 25 de marzo | 10:55   |
| Kings                          |         | 19 - 42   | BO      | Lions       | Nelson Mandela Bay (Puerto Elizabeth)   | 25 de marzo | 13:05   |
| Cheetahs                       |         | 30 - 38   |         | Sharks      | Estadio Free State (Bloemfontein)       | 25 de marzo | 15:15   |
| Jaguares                       |         | 22 - 8    |         | Reds        | Estadio José Amalfitani (Buenos Aires)  | 25 de marzo | 21:40   |
| Descansan: Chiefs y Hurricanes |         |           |         |             |                                         |             |         |

| Ronda 6                                          | Ronda 6 | Ronda 6   | Ronda 6 | Ronda 6    | Ronda 6                            | Ronda 6     | Ronda 6 |
| Local                                            | PB      | Resultado | PB      | Visitante  | Estadio                            | Fecha       | Hora    |
| ------------------------------------------------ | ------- | --------- | ------- | ---------- | ---------------------------------- | ----------- | ------- |
| Highlanders                                      | BO      | 51 - 12   |         | Rebels     | Estadio Forsyth Barr (Dunedin)     | 31 de marzo | 06:35   |
| Blues                                            |         | 24 - 15   |         | Force      | Eden Park (Auckland)               | 1 de abril  | 04:15   |
| Chiefs                                           | BO      | 28 - 12   |         | Bulls      | Estadio Waikato (Hamilton)         | 1 de abril  | 06:35   |
| Reds                                             |         | 15 - 34   | BO      | Hurricanes | Estadio Suncorp (Brisbane)         | 1 de abril  | 08:45   |
| Stormers                                         | BO      | 53 - 10   |         | Cheetahs   | Estadio Newlands (Ciudad del Cabo) | 1 de abril  | 13:05   |
| Lions                                            |         | 34 - 29   | BD      | Sharks     | Estadio Ellis Park (Johannesburgo) | 1 de abril  | 15:15   |
| Waratahs                                         |         | 22 - 41   | BO      | Crusaders  | Allianz Stadium (Sydney)           | 2 de abril  | 06:05   |
| Descansan: Brumbies, Jaguares, Kings y Sunwolves |         |           |         |            |                                    |             |         |

| Ronda 7                                        | Ronda 7 | Ronda 7   | Ronda 7 | Ronda 7   | Ronda 7                            | Ronda 7    | Ronda 7 |
| Local                                          | PB      | Resultado | PB      | Visitante | Estadio                            | Fecha      | Hora    |
| ---------------------------------------------- | ------- | --------- | ------- | --------- | ---------------------------------- | ---------- | ------- |
| Hurricanes                                     |         | 38 - 28   |         | Waratahs  | Estadio Westpac (Wellington)       | 7 de abril | 07:35   |
| Sunwolves                                      |         | 21 - 20   | BD      | Bulls     | Chichibunomiya (Tokio)             | 8 de abril | 05:15   |
| Highlanders                                    |         | 26 - 20   | BD      | Blues     | Estadio Forsyth Barr (Dunedin)     | 8 de abril | 07:35   |
| Brumbies                                       | BO      | 43 - 10   |         | Reds      | Estadio Canberra (Canberra)        | 8 de abril | 09:45   |
| Sharks                                         |         | 18 - 13   | BD      | Jaguares  | Estadio Kings Park (Durban)        | 8 de abril | 13:05   |
| Stormers                                       |         | 34 - 26   |         | Chiefs    | Estadio Newlands (Ciudad del Cabo) | 8 de abril | 15:15   |
| Force                                          |         | 46 - 41   | BD      | Kings     | nib Stadium (Perth)                | 9 de abril | 06:05   |
| Descansan: Cheetahs, Crusaders, Lions y Rebels |         |           |         |           |                                    |            |         |

| Ronda 8                                          | Ronda 8 | Ronda 8   | Ronda 8 | Ronda 8    | Ronda 8                            | Ronda 8     | Ronda 8 |
| Local                                            | PB      | Resultado | PB      | Visitante  | Estadio                            | Fecha       | Hora    |
| ------------------------------------------------ | ------- | --------- | ------- | ---------- | ---------------------------------- | ----------- | ------- |
| Crusaders                                        | BO      | 50 - 3    |         | Sunwolves  | Estadio AMI (Christchurch)         | 14 de abril | 07:35   |
| Reds                                             |         | 47 - 34   |         | Kings      | Estadio Suncorp (Brisbane)         | 15 de abril | 05:05   |
| Blues                                            | BD      | 24 - 28   |         | Hurricanes | Eden Park (Auckland)               | 15 de abril | 07:35   |
| Rebels                                           |         | 19 - 17   | BD      | Brumbies   | AAMI Park (Melbourne)              | 15 de abril | 09:45   |
| Cheetahs                                         |         | 27 - 41   | BO      | Chiefs     | Estadio Free State (Bloemfontein)  | 15 de abril | 13:05   |
| Stormers                                         |         | 16 - 29   | BO      | Lions      | Estadio Newlands (Ciudad del Cabo) | 15 de abril | 15:15   |
| Bulls                                            |         | 26 - 13   |         | Jaguares   | Estadio Loftus Versfeld (Pretoria) | 15 de abril | 17:30   |
| Descansan: Force, Highlanders, Sharks y Waratahs |         |           |         |            |                                    |             |         |

| Ronda 9                 | Ronda 9 | Ronda 9   | Ronda 9 | Ronda 9   | Ronda 9                            | Ronda 9     | Ronda 9 |
| Local                   | PB      | Resultado | PB      | Visitante | Estadio                            | Fecha       | Hora    |
| ----------------------- | ------- | --------- | ------- | --------- | ---------------------------------- | ----------- | ------- |
| Hurricanes              | BO      | 56 - 21   |         | Brumbies  | McLean Park (Napier)               | 21 de abril | 07:35   |
| Waratahs                | BD      | 24 - 26   |         | Kings     | Allianz Stadium (Sydney)           | 21 de abril | 09:45   |
| Lions                   |         | 24 - 21   | BD      | Jaguares  | Estadio Ellis Park (Johannesburgo) | 21 de abril | 17:00   |
| Highlanders             | BO      | 40 - 15   |         | Sunwolves | Rugby Park Stadium (Invercargill)  | 22 de abril | 05:15   |
| Crusaders               | BO      | 57 - 24   |         | Stormers  | Estadio AMI (Christchurch)         | 22 de abril | 07:35   |
| Force                   |         | 7 - 16    |         | Chiefs    | nib Stadium (Perth)                | 22 de abril | 09:45   |
| Bulls                   |         | 20 - 14   | BD      | Cheetahs  | Estadio Loftus Versfeld (Pretoria) | 22 de abril | 15:15   |
| Sharks                  |         | 9 - 9     |         | Rebels    | Estadio Kings Park (Durban)        | 22 de abril | 17:30   |
| Descansan: Blues y Reds |         |           |         |           |                                    |             |         |

| Ronda 10                      | Ronda 10 | Ronda 10  | Ronda 10 | Ronda 10  | Ronda 10                               | Ronda 10    | Ronda 10 |
| Local                         | PB       | Resultado | PB       | Visitante | Estadio                                | Fecha       | Hora     |
| ----------------------------- | -------- | --------- | -------- | --------- | -------------------------------------- | ----------- | -------- |
| Highlanders                   | BO       | 57 - 14   |          | Stormers  | Estadio Forsyth Barr (Dunedin)         | 28 de abril | 07:35    |
| Chiefs                        |          | 27 - 20   | BD       | Sunwolves | Estadio Waikato (Hamilton)             | 29 de abril | 07:35    |
| Reds                          | BD       | 26 - 29   |          | Waratahs  | Estadio Suncorp (Brisbane)             | 29 de abril | 09:45    |
| Force                         |          | 15 - 24   | BO       | Lions     | nib Stadium (Perth)                    | 29 de abril | 11:55    |
| Cheetahs                      |          | 21 - 48   | BO       | Crusaders | Estadio Free State (Bloemfontein)      | 29 de abril | 15:15    |
| Kings                         | BO       | 44 - 3    |          | Rebels    | Nelson Mandela Bay (Puerto Elizabeth)  | 29 de abril | 17:30    |
| Jaguares                      |          | 25 - 33   |          | Sharks    | Estadio José Amalfitani (Buenos Aires) | 29 de abril | 19:40    |
| Brumbies                      | BD       | 12 - 18   | BO       | Blues     | Estadio Canberra (Canberra)            | 30 de abril | 06:05    |
| Descansan: Bulls y Hurricanes |          |           |          |           |                                        |             |          |

| Ronda 11                    | Ronda 11 | Ronda 11  | Ronda 11 | Ronda 11    | Ronda 11                               | Ronda 11  | Ronda 11 |
| Local                       | PB       | Resultado | PB       | Visitante   | Estadio                                | Fecha     | Hora     |
| --------------------------- | -------- | --------- | -------- | ----------- | -------------------------------------- | --------- | -------- |
| Hurricanes                  | BO       | 41 - 22   |          | Stormers    | Estadio Westpac (Wellington)           | 5 de mayo | 07:35    |
| Cheetahs                    | BD       | 41 - 45   |          | Highlanders | Estadio Free State (Bloemfontein)      | 5 de mayo | 17:00    |
| Rebels                      |          | 10 - 47   | BO       | Lions       | AAMI Park (Melbourne)                  | 6 de mayo | 05:00    |
| Chiefs                      | BO       | 46 - 17   |          | Reds        | Estadio Yarrow (Nueva Plymouth)        | 6 de mayo | 07:35    |
| Waratahs                    | BD       | 33 - 40   |          | Blues       | Allianz Stadium (Sydney)               | 6 de mayo | 09:45    |
| Sharks                      |          | 37 - 12   |          | Force       | Estadio Kings Park (Durban)            | 6 de mayo | 13:05    |
| Bulls                       |          | 24 - 62   | BO       | Crusaders   | Estadio Loftus Versfeld (Pretoria)     | 6 de mayo | 15:15    |
| Jaguares                    |          | 46 - 39   | BD       | Sunwolves   | Estadio José Amalfitani (Buenos Aires) | 6 de mayo | 21:40    |
| Descansan: Brumbies y Kings |          |           |          |             |                                        |           |          |

| Ronda 12                                          | Ronda 12 | Ronda 12  | Ronda 12 | Ronda 12    | Ronda 12                               | Ronda 12   | Ronda 12 |
| Local                                             | PB       | Resultado | PB       | Visitante   | Estadio                                | Fecha      | Hora     |
| ------------------------------------------------- | -------- | --------- | -------- | ----------- | -------------------------------------- | ---------- | -------- |
| Blues                                             | BO       | 50 - 32   |          | Cheetahs    | Eden Park (Auckland)                   | 12 de mayo | 07:35    |
| Brumbies                                          | BD       | 6 - 13    |          | Lions       | Estadio Canberra (Canberra)            | 12 de mayo | 09:45    |
| Crusaders                                         |          | 20 - 12   |          | Hurricanes  | Estadio AMI (Christchurch)             | 13 de mayo | 07:35    |
| Rebels                                            | BD       | 24 - 29   | BO       | Reds        | AAMI Park (Melbourne)                  | 13 de mayo | 09:45    |
| Bulls                                             | BD       | 10 - 17   |          | Highlanders | Estadio Loftus Versfeld (Pretoria)     | 13 de mayo | 13:05    |
| Kings                                             |          | 35 - 32   | BD       | Sharks      | Nelson Mandela Bay (Puerto Elizabeth)  | 13 de mayo | 15:15    |
| Jaguares                                          |          | 6 - 16    |          | Force       | Estadio José Amalfitani (Buenos Aires) | 13 de mayo | 21:40    |
| Descansan: Chiefs, Stormers, Sunwolves y Waratahs |          |           |          |             |                                        |            |          |

| Ronda 13                   | Ronda 13 | Ronda 13  | Ronda 13 | Ronda 13    | Ronda 13                                | Ronda 13   | Ronda 13 |
| Local                      | PB       | Resultado | PB       | Visitante   | Estadio                                 | Fecha      | Hora     |
| -------------------------- | -------- | --------- | -------- | ----------- | --------------------------------------- | ---------- | -------- |
| Chiefs                     | BD       | 24 - 31   |          | Crusaders   | Estadio Nacional de Fiyi (Suva)         | 19 de mayo | 07:35    |
| Stormers                   |          | 30 - 22   |          | Blues       | Estadio Newlands (Ciudad del Cabo)      | 19 de mayo | 17:00    |
| Hurricanes                 | BO       | 61 - 7    |          | Cheetahs    | Estadio Westpac (Hamilton)              | 20 de mayo | 07:35    |
| Force                      |          | 6 - 55    | BO       | Highlanders | nib Stadium (Perth)                     | 20 de mayo | 09:45    |
| Sunwolves                  |          | 17 - 38   | BO       | Sharks      | Estadio Nacional de Singapur (Singapur) | 20 de mayo | 11:55    |
| Lions                      | BO       | 51 - 14   |          | Bulls       | Estadio Ellis Park (Johannesburgo)      | 20 de mayo | 15:15    |
| Kings                      |          | 10 - 19   |          | Brumbies    | Nelson Mandela Bay (Puerto Elizabeth)   | 20 de mayo | 17:30    |
| Waratahs                   | BO       | 50 - 23   |          | Rebels      | Allianz Stadium (Sydney)                | 21 de mayo | 06:05    |
| Descansan: Jaguares y Reds |          |           |          |             |                                         |            |          |

| Ronda 14    | Ronda 14 | Ronda 14  | Ronda 14 | Ronda 14   | Ronda 14                               | Ronda 14   | Ronda 14 |
| Local       | PB       | Resultado | PB       | Visitante  | Estadio                                | Fecha      | Hora     |
| ----------- | -------- | --------- | -------- | ---------- | -------------------------------------- | ---------- | -------- |
| Blues       |          | 16 - 16   |          | Chiefs     | Eden Park (Auckland)                   | 26 de mayo | 07:35    |
| Reds        |          | 26 - 40   |          | Force      | Estadio Suncorp (Brisbane)             | 26 de mayo | 09:45    |
| Sunwolves   |          | 7 - 47    | BO       | Cheetahs   | Chichibunomiya (Tokio)                 | 27 de mayo | 05:15    |
| Highlanders |          | 44 - 28   |          | Waratahs   | Estadio Forsyth Barr (Dunedin)         | 27 de mayo | 07:35    |
| Rebels      |          | 19 - 41   | BO       | Crusaders  | AAMI Park (Melbourne)                  | 27 de mayo | 09:45    |
| Bulls       |          | 20 - 34   | BO       | Hurricanes | Estadio Loftus Versfeld (Pretoria)     | 27 de mayo | 13:05    |
| Sharks      |          | 22 - 10   |          | Stormers   | Estadio Kings Park (Durban)            | 27 de mayo | 15:15    |
| Jaguares    |          | 15 - 39   | BO       | Brumbies   | Estadio José Amalfitani (Buenos Aires) | 27 de mayo | 21:40    |
| Lions       | BO       | 54 - 10   |          | Kings      | Estadio Ellis Park (Johannesburgo)     | 28 de mayo | 12:30    |

| Ronda 15  | Ronda 15 | Ronda 15  | Ronda 15 | Ronda 15    | Ronda 15                               | Ronda 15    | Ronda 15 |
| Local     | PB       | Resultado | PB       | Visitante   | Estadio                                | Fecha       | Hora     |
| --------- | -------- | --------- | -------- | ----------- | -------------------------------------- | ----------- | -------- |
| Blues     |          | 34 - 29   | BD       | Reds        | Apia Park (Apia)                       | 2 de junio  | 19:35    |
| Crusaders |          | 25 - 22   | BD       | Highlanders | Estadio AMI (Christchurch)             | 3 de junio  | 02:35    |
| Chiefs    |          | 46 - 31   |          | Waratahs    | Estadio Waikato (Hamilton)             | 3 de junio  | 05:05    |
| Brumbies  | BO       | 32 - 3    |          | Rebels      | Estadio Canberra (Canberra)            | 3 de junio  | 07:45    |
| Force     |          | 12 - 34   | BO       | Hurricanes  | nib Stadium (Perth)                    | 3 de junio  | 09:55    |
| Sharks    |          | 17 - 30   |          | Bulls       | Estadio Kings Park (Durban)            | 30 de junio | 17:00    |
| Jaguares  | BD       | 30 - 31   |          | Kings       | Estadio José Amalfitani (Buenos Aires) | 30 de junio | 23:05    |
| Cheetahs  | BD       | 34 - 40   |          | Stormers    | Estadio Free State (Bloemfontein)      | 1 de julio  | 13:05    |
| Lions     | BO       | 94 - 7    |          | Sunwolves   | Estadio Ellis Park (Johannesburgo)     | 1 de julio  | 15:15    |

| Ronda 16                                                           | Ronda 16 | Ronda 16  | Ronda 16 | Ronda 16  | Ronda 16                           | Ronda 16   | Ronda 16 |
| Local                                                              | PB       | Resultado | PB       | Visitante | Estadio                            | Fecha      | Hora     |
| ------------------------------------------------------------------ | -------- | --------- | -------- | --------- | ---------------------------------- | ---------- | -------- |
| Hurricanes                                                         | BD       | 14 - 17   |          | Chiefs    | Estadio Westpac (Hamilton)         | 9 de junio | 07:35    |
| Reds                                                               |          | 16 - 15   | BD       | Brumbies  | Estadio Suncorp (Brisbane)         | 7 de julio | 09:45    |
| Force                                                              |          | 31 - 22   |          | Rebels    | nib Stadium (Perth)                | 7 de julio | 11:55    |
| Waratahs                                                           |          | 27 - 40   |          | Jaguares  | Allianz Stadium (Sydney)           | 8 de julio | 09:45    |
| Bulls                                                              | BD       | 30 - 31   |          | Kings     | Estadio Loftus Versfeld (Pretoria) | 8 de julio | 15:15    |
| Stormers                                                           | BO       | 52 - 15   |          | Sunwolves | Estadio Newlands (Ciudad del Cabo) | 8 de julio | 17:30    |
| Descansan: Blues, Crusaders, Highlanders, Cheetahs, Lions y Sharks |          |           |          |           |                                    |            |          |

| Ronda 17    | Ronda 17 | Ronda 17  | Ronda 17 | Ronda 17  | Ronda 17                              | Ronda 17    | Ronda 17 |
| Local       | PB       | Resultado | PB       | Visitante | Estadio                               | Fecha       | Hora     |
| ----------- | -------- | --------- | -------- | --------- | ------------------------------------- | ----------- | -------- |
| Highlanders | BO       | 40 - 17   |          | Reds      | Estadio Forsyth Barr (Dunedin)        | 14 de julio | 07:35    |
| Rebels      | BD       | 29 - 32   |          | Jaguares  | AAMI Park (Melbourne)                 | 14 de julio | 09:45    |
| Kings       | BD       | 20 - 21   |          | Cheetahs  | Nelson Mandela Bay (Puerto Elizabeth) | 14 de julio | 17:00    |
| Sunwolves   | BO       | 48 - 21   |          | Blues     | Chichibunomiya (Tokio)                | 15 de julio | 03:05    |
| Chiefs      |          | 28 - 10   |          | Brumbies  | Estadio Waikato (Hamilton)            | 15 de julio | 05:15    |
| Hurricanes  |          | 31 - 22   |          | Crusaders | Estadio Westpac (Wellington)          | 15 de julio | 07:35    |
| Force       | BO       | 40 - 11   |          | Waratahs  | nib Stadium (Perth)                   | 15 de julio | 09:45    |
| Bulls       |          | 33 - 41   |          | Stormers  | Estadio Loftus Versfeld (Pretoria)    | 15 de julio | 15:15    |
| Sharks      |          | 10 - 27   |          | Lions     | Estadio Kings Park (Durban)           | 15 de julio | 17:30    |

## Segunda Fase (Play-offs)

### Cuadro
|  | Cuartos de final | Cuartos de final |            |           | Semifinales      | Semifinales      |  |       | Final       | Final       |  |
|  | 21 y 22 de julio | 21 y 22 de julio |            |           | 28 y 29 de julio | 28 y 29 de julio |  |       | 5 de agosto | 5 de agosto |  |
|  |                  |                  |            |           |                  |                  |  |       |             |             |  |
|  |                  |                  |            |           |                  |                  |  |       |             |             |  |
|  | Lions            | 23               |            |           |                  |                  |  |       |             |             |  |
|  | Lions            | 23               |            |           |                  |                  |  |       |             |             |  |
|  | Sharks           | 21               |            |           |                  |                  |  |       |             |             |  |
|  | Sharks           | 21               |            | Lions     | 44               |                  |  |       |             |             |  |
|  |                  |                  |            | Lions     | 44               |                  |  |       |             |             |  |
|  |                  |                  | Hurricanes | 29        |                  |                  |  |       |             |             |  |
|  | Brumbies         | 16               | Hurricanes | 29        |                  |                  |  |       |             |             |  |
|  | Brumbies         | 16               |            |           |                  |                  |  |       |             |             |  |
|  | Hurricanes       | 35               |            |           |                  |                  |  |       |             |             |  |
|  | Hurricanes       | 35               |            |           |                  |                  |  | Lions | 17          |             |  |
|  |                  |                  |            |           |                  |                  |  | Lions | 17          |             |  |
|  |                  |                  | Crusaders  | 25        |                  |                  |  |       |             |             |  |
|  | Crusaders        | 17               | Crusaders  | 25        |                  |                  |  |       |             |             |  |
|  | Crusaders        | 17               |            |           |                  |                  |  |       |             |             |  |
|  | Highlanders      | 0                |            |           |                  |                  |  |       |             |             |  |
|  | Highlanders      | 0                |            | Crusaders | 27               |                  |  |       |             |             |  |
|  |                  |                  |            | Crusaders | 27               |                  |  |       |             |             |  |
|  |                  |                  | Chiefs     | 13        |                  |                  |  |       |             |             |  |
|  | Stormers         | 11               | Chiefs     | 13        |                  |                  |  |       |             |             |  |
|  | Stormers         | 11               |            |           |                  |                  |  |       |             |             |  |
|  | Chiefs           | 17               |            |           |                  |                  |  |       |             |             |  |
|  | Chiefs           | 17               |            |           |                  |                  |  |       |             |             |  |
|  |                  |                  |            |           |                  |                  |  |       |             |             |  |

### Cuartos de final
Todos los horarios corresponden al huso horario local.
| 21 de julio, 19:35 (UTC +10:00) | Brumbies | 16 - 35 | Hurricanes | Estadio Canberra, Canberra |                          |
|                                 |          | Reporte |            | Árbitro(s): Glen Jackson   | Árbitro(s): Glen Jackson |

| 22 de julio, 19:35 (UTC +12:00) | Crusaders | 17 - 0  | Highlanders | Estadio AMI, Christchurch |                           |
|                                 |           | Reporte |             | Árbitro(s): Angus Gardner | Árbitro(s): Angus Gardner |

| 22 de julio, 14:30 (UTC +2:00) | Lions | 23 - 21 | Sharks | Estadio Ellis Park, Johannesburgo     |                                       |
|                                |       | Reporte |        | Árbitro(s): Marius van der Westhuizen | Árbitro(s): Marius van der Westhuizen |

| 22 de julio, 17:00 (UTC +2:00) | Stormers | 11 - 17 | Chiefs | Estadio Newlands, Ciudad del Cabo |                         |
|                                |          | Reporte |        | Árbitro(s): Jaco Peyper           | Árbitro(s): Jaco Peyper |

### Semifinales
Todos los horarios corresponden al huso horario local.
| 29 de julio, 19:35 (UTC +12:00) | Crusaders | 27 - 13 | Chiefs | Estadio AMI, Christchurch |                          |
|                                 |           | Reporte |        | Árbitro(s): Glen Jackson  | Árbitro(s): Glen Jackson |

| 29 de julio, 14:30 (UTC +2:00) | Lions | 44 - 29 | Hurricanes | Estadio Ellis Park, Johannesburgo |                         |
|                                |       | Reporte |            | Árbitro(s): Jaco Peyper           | Árbitro(s): Jaco Peyper |

### Final
El horario corresponde al huso horario local.
| 5 de agosto, 16:00 (UTC +2:00) | Lions | 17 - 25 | Crusaders | Estadio Ellis Park, Johannesburgo |                         |
|                                |       | Reporte |           | Árbitro(s): Jaco Peyper           | Árbitro(s): Jaco Peyper |

| Bandera de Nueva Zelanda |
| Campeón Crusaders        |
| Octavo título            |